# Aleksandra Natalli-Świat

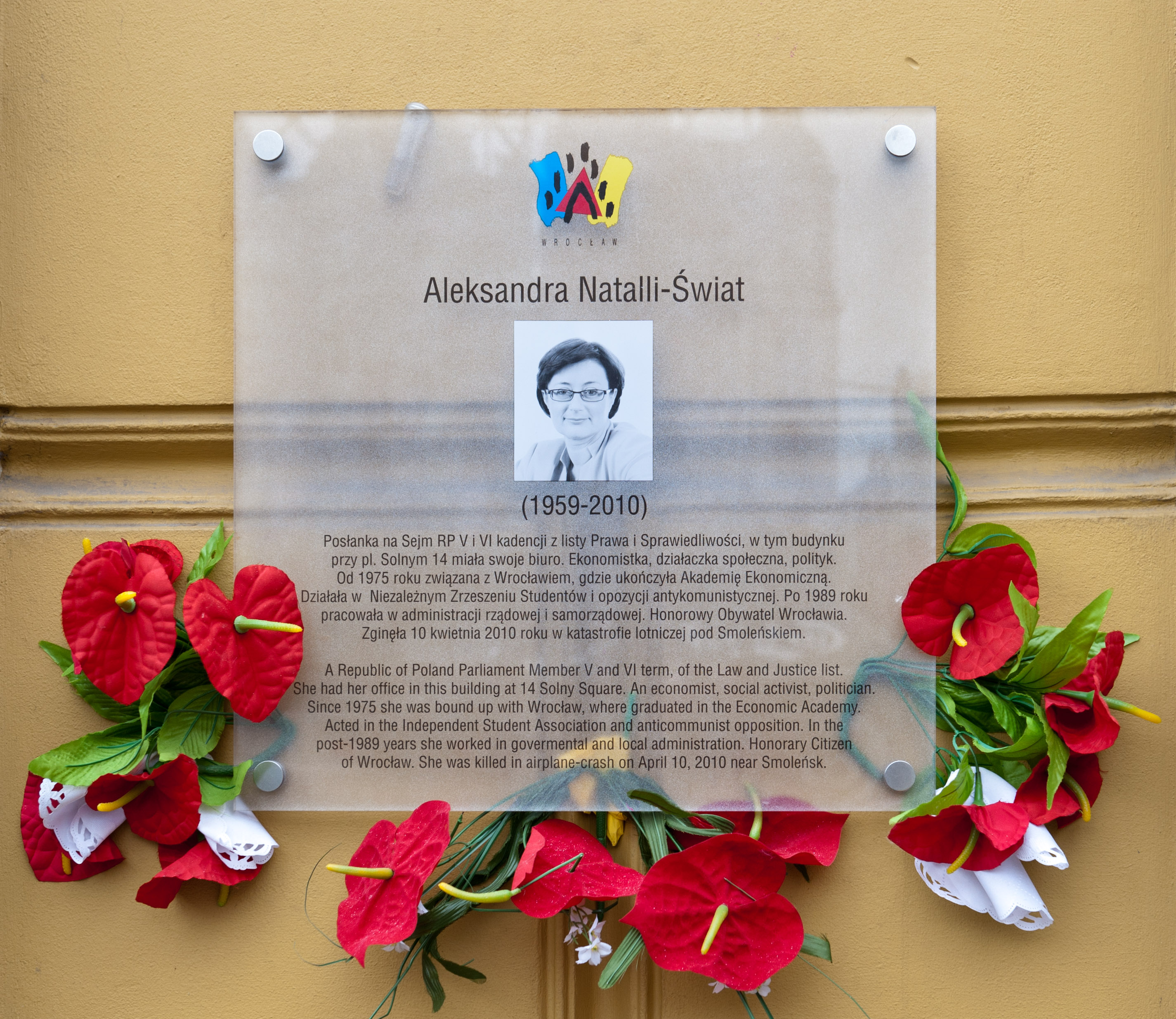
Tablica upamiętniająca Aleksandrę Natalli-Świat we Wrocławiu (2012)

Aleksandra Krystyna Natalli-Świat (ur. 20 lutego 1959 w Obornikach Śląskich, zm. 10 kwietnia 2010 w Smoleńsku) – polska polityk i ekonomistka, posłanka na Sejm V i VI kadencji.

## Życiorys
W 1982 ukończyła studia na Wydziale Zarządzania i Informatyki Akademii Ekonomicznej we Wrocławiu, a w 2004 studia menedżerskie w Wyższej Szkole Bankowej we Wrocławiu.
W latach 1982–1991 pracowała jako starszy asystent w Pracowni Regionalnej Zakładu Badań Statystyczno-Ekonomicznych Głównego Urzędu Statystycznego i Polskiej Akademii Nauk. Następnie przez rok była inspektorem wojewódzkim w Urzędzie Wojewódzkim we Wrocławiu. Od 1992 pełniła funkcję zastępcy dyrektora Międzywojewódzkiego Ośrodka Doskonalenia Kadr Administracji Państwowej. W latach 1996–2000 pracowała jako główny specjalista w Urzędzie Miejskim we Wrocławiu. Przez cztery kolejne lata zasiadała w zarządzie Miejskiego Przedsiębiorstwa Komunikacyjnego, a od 2004 – jako wiceprezes – w zarządzie Wrocławskiego Centrum SPA.
W czasach studenckich działała w Niezależnym Zrzeszeniu Studentów. W latach 90. była członkiem Porozumienia Centrum, następnie działała w Porozumieniu Polskich Chrześcijańskich Demokratów i SKL-RNP. Później przystąpiła do Prawa i Sprawiedliwości, zasiadała we władzach krajowych tego ugrupowania.
W 1998 nieskutecznie kandydowała do Sejmiku Województwa Dolnośląskiego z listy Akcji Wyborczej Solidarność. W 2005 z listy Prawa i Sprawiedliwości została wybrana na posła V kadencji w okręgu wrocławskim. W Sejmie przewodniczyła Komisji Finansów Publicznych. W wyborach parlamentarnych w 2007 po raz drugi uzyskała mandat poselski, otrzymując 21 999 głosów. 12 stycznia 2008 została wybrana na wiceprezesa Prawa i Sprawiedliwości.
Zginęła w katastrofie polskiego samolotu Tu-154M w Smoleńsku 10 kwietnia 2010 w drodze na obchody 70. rocznicy zbrodni katyńskiej. Została pochowana 26 kwietnia 2010 na cmentarzu Ducha Świętego przy ulicy Bardzkiej we Wrocławiu. Jej ciało zostało ekshumowane w nocy z 22 na 23 marca 2017 w związku z prowadzonym w Prokuraturze Krajowej śledztwem w sprawie katastrofy smoleńskiej. Ekshumacja wykazała, że w jej trumnie znajdowały się także szczątki jednej innej osoby.

## Odznaczenia i upamiętnienie
16 kwietnia 2010 została pośmiertnie odznaczona Krzyżem Komandorskim Orderu Odrodzenia Polski. Tego samego dnia Sejmik Województwa Dolnośląskiego nadał jej tytuł honorowego obywatela Dolnego Śląska. 20 maja 2010 rada miejska Wrocławia przyznała jej tytuł honorowego obywatela Wrocławia.
28 czerwca 2010 przy dawnym biurze poselskim Aleksandry Natalli-Świat na placu Solnym we Wrocławiu odsłonięto poświęconą jej tablicę pamiątkową. Jej imieniem nazwano rondo w Obornikach Śląskich (2010) oraz park położony u zbiegu ulic Stacyjnej i Legnickiej we Wrocławiu (2020).

## Życie prywatne
Córka Zbigniewa i Krystyny. Jej mężem był Jacek Świat, z którym zawarła związek małżeński w 1985. W wyborach parlamentarnych w 2011 Jacek Świat po raz pierwszy został wybrany na posła, tak samo jak Aleksandra Natalli-Świat kandydował z listy Prawa i Sprawiedliwości w tym samym okręgu wyborczym.